# Tordómar
Tordómar est une commune d'Espagne dans la communauté autonome de Castille-et-León, province de Burgos. Elle s'étend sur 30,06 km2 et comptait environ 373 habitants en 2011.